# .google (トップレベルドメイン)
.googleはインターネットのドメインネームシステム (DNS)で使用されるブランドトップレベルドメイン(TLD)であり、2014年にGoogleの親会社であるAlphabet Inc.によって登録され運営されている。 
また、このドメインは特定のブランドに紐づけられた、最初のジェネリックトップレベルドメイン (gTLDs)である。 

## 解説
Googleの最初のTLDの用途は、エイプリルフールのジョークとして用意された、横向きに反転されたGoogle検索であるcom.googleであった。 現在はAlphabet Inc.の製品やサービスに利用されており、他の製品も.google に移動することが計画されている。